# Ardahan (provinca)
Ardahan  je provinca, ki se nahaja v vzhodni Anatoliji v Turčiji, ob mejah z Gruzijo in Armenijo. Glavno mesto je Ardahan.

## Izvor imena
Zgodovinska imena pokrajine so Ардаган (Ardagan) (rusko), არტაანი, artaani (gruzinsko) in Արդահան (armensko). 

## Geografija
Zanimiva odprta pokrajina več mesecev na leto preživi prekrita s snegom. Temperature se pogosto spustijo pod -20, zmrzuje pa lahko še vse do maja. 
Lokalno gospodarstvo je odvisno od kmetijstva in živinoreje. Do leta 1993 je bil Ardahan okrožje province Kars, odkar je samostojna provinca, se več vlaga v infrastrukturo. Kljub temu je regija siromašna in v zadnjih petdesetih letih se je veliko ljudi odselilo na druge konce države ali v tujino. 
Dva mejna prehoda povezujeta pokrajino z gruzinskim distriktom Samtskhe-Javakheti. 

## Okrožja
- Ardahan
- Çıldır
- Damal
- Göle
- Hanak
- Posof